# Torneo Súper 4 DIMAYOR
El Torneo Súper 4 DIMAYOR, más conocido como Súper 4, fue un torneo de baloncesto de la DIMAYOR. Desde 2008 la liga está patrocinada por la empresa Multinacional Toyota por lo que es denominada como Copa Toyota Súper 4. El mini torneo entrega un cupo directo a la Liga de las Américas al ganador.

## Campeones
Los campeones desde el inicio de la Torneo Súper 4 DIMAYOR han sido:
| Año  | Ciudad       | Equipo                   |
| ---- | ------------ | ------------------------ |
| 2007 | Antofagasta  | Liceo Mixto de Los Andes |
| 2008 | Concepción   | U. de Concepción         |
| 2009 | Punta Arenas | U. de Concepción         |